# Evergreen2
『evergreen2』（エバーグリーン2）は、秦基博の2枚目の弾き語りベスト・アルバム。

## 解説
- 弾き語りベストアルバム『evergreen』の第2弾。
- 前作『evergreen』以降に発表した全てのシングル（一部アルバム収録曲）と新曲「Tell me, Tell me」、リクエスト企画によるランキングベスト10の楽曲をピックアップした全21曲。
- 全曲、新録スタジオ音源で収録した。
- 初回生産限定盤・通常盤の2種同時発売。初回限定盤Blu-rayには、配信ライブ「HATA MOTOHIRO CONCERT TOUR 2020 -コペルニクス-」の模様をフルサイズで収録。

## 収録曲

### DISC-1
1. 泣き笑いのエピソード
  - 初出：24thシングル（2021年1月27日）
  - NHK連続テレビ小説『おちょやん』主題歌
2. Tell me, Tell me
  - 東京海上日動 テレビCM「ハナのハテナ」シリーズ CMソング
3. 在る
  - 初出：6thアルバム『コペルニクス』（2019年12月11日）
  - 映画『ステップ』主題歌
4. Raspberry Lover
  - 初出：23rdシングル（2019年11月6日）
5. 仰げば青空
  - 初出：デジタルシングル（2019年3月13日）
  - SoftBank music project テレビCM「卒業」篇 CMソング
6. 花
  - 初出：デジタルシングル（2018年11月3日）
7. 終わりのない空
  - 初出：21stシングル（2016年10月19日）
  - 映画『聖の青春』主題歌
8. 70億のピース
  - 初出：21stシングル（2016年10月19日）
  - テレビ朝日系『土曜プライム・土曜ワイド劇場』主題歌
9. スミレ
  - 初出：20thシングル（2016年2月24日）
  - テレビ朝日系ドラマ『スミカスミレ 45歳若返った女』主題歌
10. Q & A
  - 初出：19thシングル（2015年9月9日）
  - 松竹系映画『天空の蜂』主題歌
11. 水彩の月
  - 初出：18thシングル（2015年6月3日）
  - 映画『あん』主題歌

### DISC-2
1. さよならくちびる
  - 映画『さよならくちびる』ハルレオへの提供曲
2. 綴る
  - 初出：4thアルバム『Signed POP』（2013年1月30日）
3. 新しい歌
  - 初出：2ndアルバム『ALRIGHT』（2008年10月29日）
  - TOKYO FM『クロノス』エンディングテーマ
  - TBS系『世界・ふしぎ発見!』エンディングテーマ
4. 五月の天の河
  - 初出：16thシングル『ダイアローグ・モノローグ』（2014年4月23日）
5. プール
  - 初出：2ndシングル「鱗」（2007年6月6日）
6. 告白
  - 上白石萌音への提供曲
7. Sally
  - 初出：5thアルバム『青の光景』（2015年12月16日）
  - GLOBAL WORK CMソング
8. 恋の奴隷
  - 初出：1st EP『エンドロールEP』（2012年2月8日）
9. やわらかな午後に遅い朝食を
  - 初出：1stシングル「シンクロ」（2006年11月8日）
10. 風景
  - 初出：1stアルバム『コントラスト』（2007年9月26日）
  - 花王「アタック」20周年記念CMソング
  - NTTドコモ テレビCM「11年目も、一緒に。」篇 CMソング

## 初回限定盤特典内容
- 「HATA MOTOHIRO CONCERT TOUR 2020 -コペルニクス-」の無観客配信ライブ映像

1. 天動説
2. 9inch Space Ship
3. グッバイ・アイザック
4. トラノコ
5. 漂流
6. 仰げば青空
7. Joan
8. メトロ・フィルム
9. 在る
10. Lost
11. Raspberry Lover
12. 鱗（うろこ）
13. アース・コレクション
14. スミレ
15. キミ、メグル、ボク
16. ひまわりの約束
17. Rainsongs
18. Overture 〜Copernicus〜
19. 地動説
20. LOVE LETTER
21. スプリングハズカム
22. 花